# Евина полка
Евина полка (фински „Ievan polkka”) је популарна финска песма са текстом штампаним 1928. који је написао Еино Кетунен на мелодију традиционалне финске полке. Песма се пева на источносавонском дијалекту којим се говори у Северној Карелији. Пева се из угла младог човека, о девојци по имену Иева (дијалекатски за име Ева на стандардном финском) на коју мајка пази али се она искрада и плеше с њим полку целе ноћи. Песма се често погрешно сматра традиционалном народном песмом, али текст Еина Кетунена је и даље под ауторским правима. Касније је верзија песме са скат певањем бенда Loituma уграђена у виралну анимацију Loituma Girl, коју је отпевала Miku Hacune, доносећи мелодију у светску популарну културу.

## Порекло
У Јужној Карелији, Евина полка је такође позната као „Savitaipaleen polkka", због своје сличности са мелодијом тог имена. Мелодија такође подсећа на ону из руске народне игре Смоленски гусачок.
Мелодија се може пратити још од 18. века и Виборшке губерније, када је граница између Шведске и Русије ишла западно од губерније. Број руских војника стационираних у пограничном подручју је много деценија био већи од локалног становништва. Почетком 19. века сакупљачи финских народних игара и песама су приметили да су сви плесови у области Лумаки-Савитаипале руски, па их колекционари нису записали. Међутим, жанр полке је много каснијег датума. Полка се појавила у северној Европи крајем 19. века, што имплицира да права мелодија, како је данас позната, потиче из овог доба.

## Популарност
Захваљујући својој виралној изложености у популарној култури, Евина полка је постала једна од најпознатијих финских песама на свету.
Веома популарна после Другог светског рата, песма је скоро заборављена током касних 1970-их и 1980-их. Песма се поново појавила након акапела извођења финског квартета Loituma, које је први пут објављено на њиховом деби албуму Loituma 1995. године.
Верзија песме бенда Loituma је стекла велику међународну популарност као део интернет феномена у пролеће 2006. године, када је Loituma Girl (позната и као Leekspin), анимација аниме лика Орихиме Иноуе, са скат верзијом песме објављена на руској друштвеној мрежи LiveJournal. За анимацију се користи само друга половина пете строфе (четири реда) и комплетна шеста строфа (осам редова). Брзо је постала глобални хит и песма је убрзо стекла огромну популарност као мелодија звона.  Од тада, песма кружи под неколико погрешно написаних варијација њеног оригиналног имена, укључујући „Levan Polkka”, због сличности између бесерифног малог слова L (l) и великог слова i (I).
У децембру 2018. на Јутјубу је постављен видео снимак турског уличног музичара Билала Герегена који изводи Евину полку на дарбуци. Видео је имао преко 1,9 милиона прегледа за годину дана. Верзија овог видео снимка објављеног на Твитеру у октобру 2020. године, са белом мачком која ритмично клати главом, стекла је виралну популарност као шаблон за меме на Инстаграму и Редиту. Гереген је 1. новембра 2020. поставио верзију овог видеа на свој Јутјуб канал. Од марта 2022. видео је имао преко 82 милиона прегледа. Након што је овај видео постављен, интересовање за песму је поново достигло врхунац на основу резултата Гугл претраге.